# De kiekvogel
Tom Poes en de kiekvogel of kortweg De kiekvogel is het 82ste verhaal uit de Bommelsaga, geschreven en getekend door Marten Toonder. Het verhaal verscheen voor het eerst op 10 september 1958 en liep tot 30 december van dat jaar. Het thema zijn gedrukte foto's met onderschrift die de waarheid worden.

## Samenvatting
Op kasteel Bommelstein krijgen fotograaf Kiekvogel en Terpen Tijn ruzie met elkaar, en ook heer Bommel moet het ontgelden. De volgende dag herhaalt zich dat, maar nu gooit Terpen Tijn drie personen in de sloot.
De nieuwe buurvrouw Doddel vangt Heer Bommel op. Later weet Hocus Pas de fotograaf te strikken om 'bekende personen' 'vast' te leggen. Uiteraard heeft hij daar kwade bedoelingen mee. Tom Poes zorgt ervoor dat alle vastgelegde personen weer zichzelf worden. Zijn hoofdrol in het verhaal ontgaat heer Bommel echter totaal.

## Achtergronden
In het verhaal wordt de opkomende glamourjournalistiek op de hak genomen. Marten Toonder werd in 1941 door De Telegraaf verplicht om af te stappen van de ballonstrip. Het werden verplicht tekeningen met onderschrift, een echt beeldverhaal, waarbij de ondergeschreven teksten steeds meer de karakters van de stripfiguren gingen bepalen. Uitgever Hocus Pas probeert in dit verhaal deze macht naar zich toe te trekken. Marten Toonder laat Tom Poes zijn stripreeks redden.
In De kiekvogel debuteert Annemarie Doddel als een van de laatste nieuwe blijvende verhaalfiguren.

### De verworpen laatste aflevering stripstrook 3596
In de Volledige Werken verwerpt Marten Toonder de allerlaatste stripstrook. Daar wordt de succesrijke carrière van de fotograaf in Hollywood beschreven. Hij is nog steeds in het bezit van de magische lens van Hocus Pas. Laatstgenoemde houdt zich tijdelijk bezig met de ijskappen van de Noordpool, maar men zal nog wel van hem horen.

## Hoorspel
Van dit verhaal is een hoorspel gemaakt. Hier is ook de stem van juffrouw Doddel te beluisteren (ingesproken door Jacqueline Blom).